# Меланиппид
Меланиппи́д (др.-греч.  Μελανιππίδης, умер ок. 412 до н.э., Македония) — древнегреческий поэт и музыкант-новатор. Был наиболее известен как автор дифирамбов.

## Биография и творчество
Биографические сведения о Меланиппиде отрывочны и противоречивы. Родился, возможно, на острове Милос. Был моложе Ласа Гермионского (Plut. Mus. 1141c) и Диагора Милосского. Современник комического поэта Ферекрата. Упоминается в связи с Филоксеном, которого приобрёл в качестве раба, обучил свободным искусствам, а затем отпустил на свободу. В конце жизни работал при дворе Архелая Македонского, где и скончался.
Автор анонимного трактата о музыке II в. н.э. (известен как Псевдо-Плутарх) представляет Меланиппида как новатора, считает его возможным изобретателем эпикедия (др.-греч. ἐπικήδειον, похоронного плача). Он также цитирует Ферекрата (Plut. Mus. 1141d), по словам которого у Музы лирической поэзии с Меланиппида начались все беды — Меланиппид её «расслабил» (то есть, стал использовать более низкие — хроматические и энармонические — ступени) и первым увеличил на кифаре количество струн до двенадцати. Согласно Аристотелю, Меланиппид в дифирамбе вместо антистрофического раздела ввёл протяжённую (инструментальную?) интерлюдию (др.-греч. ἀναβολή), из-за чего баланс в форме был нарушен (Риторика III. 9). Афиней в «Пире мудрецов» (XIV, 616e–f) цитирует дифирамб Меланиппида «Марсий». В Суде (Suda, mu, 454) Меланиппид упоминается как «лирик» (др.-греч. λυρικός), автор дифирамбов, внесший новшества в их композицию.

## Рецепция
Уже в античности Меланиппид был причислен к классикам. Ксенофонт (Memorabilia, I.4.3) и Плутарх (Non posse suaviter vivi secundum Epicurum, 1095d) ставили Меланиппида в один ряд с великими греческими поэтами — Гомером, Симонидом и Еврипидом. 
Сохранившиеся поэтические фрагменты из Меланиппида впервые собраны и изданы Теодором Бергком в антологии «Poetae lyrici Graeci», впоследствии неоднократно переиздавались. Образцов музыкального творчества Меланиппида не сохранилось.

## Издания и переводы
- Poetae melici graeci, ed. D.L. Page. Oxford, 1962, p. 392 ff.
- Greek Lyric, ed. and trans. by D.A. Campbell. Vol. 5. Cambridge, MA; London, 1993, pp. 14–29.